# Regő Szánthó
Regő Szánthó (Győr, 22 novembre 2000) è un calciatore ungherese, attaccante del Vasas.

## Caratteristiche tecniche
È un'ala sinistra.

## Carriera

### Club
Cresciuto nel settore giovanile del Győri ETO, debutta in prima squadra il 12 novembre 2017 in occasione dell'incontro di Nemzeti Bajnokság II vinto 2-1 contro il Soproni FAC; realizza la sua prima rete il 21 febbraio seguente, quando realizza una doppietta nel match di Magyar Kupa perso 3-2 contro il Balmazújváros.
Nel gennaio 2020 viene acquistato a titolo definitivo dal Ferencváros, con cui debutta in massima divisione giocando i minuti finali della sfida pareggiata 1-1 contro lo Zalaegerszeg. Utilizzato principalmente nella squadra affiliata del Soroksár, al termine della stagione viene ceduto in prestito allo Zalaegerszeg.

### Nazionale
Ha giocato nelle nazionali giovanili ungheresi Under-18, Under-19 ed Under-21.

## Statistiche
Statistiche aggiornate al 20 aprile 2021.

### Presenze e reti nei club
| Stagione         | Squadra          | Campionato       | Campionato | Campionato | Coppe nazionali | Coppe nazionali | Coppe nazionali | Coppe continentali | Coppe continentali | Coppe continentali | Altre coppe | Altre coppe | Altre coppe | Totale | Totale | Totale |
| Stagione         | Squadra          | Comp             | Pres       | Reti       | Comp            | Pres            | Reti            | Comp               | Pres               | Reti               | Comp        | Pres        | Reti        | Pres   | Reti   |        |
| ---------------- | ---------------- | ---------------- | ---------- | ---------- | --------------- | --------------- | --------------- | ------------------ | ------------------ | ------------------ | ----------- | ----------- | ----------- | ------ | ------ | ------ |
| 2017-2018        | Győri ETO        | NB2              | 17         | 3          | CU              | 2               | 2               |                    | -                  | -                  |             | -           | -           | 19     | 5      |        |
| 2018-2019        | Győri ETO        | NB2              | 24         | 1          | CU              | 1               | 0               |                    | -                  | -                  |             | -           | -           | 25     | 1      |        |
| 2019-gen. 2020   | Győri ETO        | NB2              | 18         | 6          | CU              | 1               | 1               |                    | -                  | -                  |             | -           | -           | 19     | 7      |        |
| Totale Győri ETO | Totale Győri ETO | Totale Győri ETO | 59         | 10         |                 | 4               | 3               |                    | -                  | -                  |             | -           | -           | 63     | 13     |        |
| gen.-giu. 2020   | Ferencváros      | NB1              | 1          | 0          | CU              | 0               | 0               |                    | -                  | -                  |             | -           | -           | 1      | 0      |        |
| gen.-giu. 2020   | Soroksár         | NB2              | 6          | 2          |                 | -               | -               |                    | -                  | -                  |             | -           | -           | 6      | 2      |        |
| 2020-2021        | Zalaegerszeg     | NB1              | 24         | 8          | CU              | 2               | 1               |                    | -                  | -                  |             | -           | -           | 26     | 9      |        |
| Totale carriera  | Totale carriera  | Totale carriera  | 90         | 20         |                 | 6               | 4               |                    | -                  | -                  |             | -           | -           | 96     | 24     |        |